# Evan Roberts

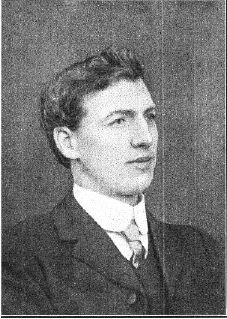
Roberts in 1905

Evan Roberts, (Loughor, 8 juni 1878 - Cardiff, 29 september 1951) was een Welshe opwekkingsprediker. Hij stond aan de basis van de grote christelijke opwekking in 1904 in Wales.
In zijn overlijdensbericht in de Western Mail (een regionale krant in Wales) werd zijn leven als volgt samengevat:
"Hij was een man die vreemde dingen had meegemaakt. In zijn jeugd leek de hele natie aan zijn voeten te liggen. Hij doorstond zware spanningen en onderging radicale veranderingen in zijn denken, maar aan zijn religieuze overtuigingen bleef hij tot het einde toe vasthouden."

## Zijn jeugd
Hij werd geboren als zoon van Henry en Hannah Roberts. Hij groeide op in een calvinistisch-methodistisch gezin en was een serieus kind dat regelmatig naar de kerk ging en 's nachts Bijbelteksten uit zijn hoofd leerde. Van zijn elfde tot zijn drieëntwintigste werkte hij samen met zijn vader in de kolenmijnen.

## Bediening
In 1904 begon Roberts in Newcastle Emlyn te studeren voor zijn latere geestelijke bediening. Een bezoek aan een dienst in Blaenanerch waarin Seth Joshua voorging, leidde tot een ervaring die vorm gaf aan zijn geloof in de Doop met de Heilige Geest. In oktober van dat jaar begon Roberts het evangelie te verkondigen in een reeks kleine samenkomsten. Hierdoor raakte hij betrokken bij de Opwekking in Wales, en al snel trok hij de aandacht van vele duizenden gelovigen.
De vier punten waar hij de nadruk op legde bij zijn bediening waren:
1. Het belijden van alle zonden
2. Afrekenen met al het twijfelachtige in het persoonlijk leven (zonden)
3. De bereidheid om de Heilige Geest altijd direct te gehoorzamen
4. Christus in het openbaar belijden

## Inzinking
Roberts kreeg in 1906 een zenuwinzinking. Terwijl hij bij Welshe evangeliste Jessie Penn-Lewis thuis herstelde, schreef hij samen met haar het in 1912 gepubliceerde boek Oorlog tegen de Heiligen

## Zijn latere leven
Hoewel Roberts in 1926 terugkeerde naar Wales, bracht hij het latere deel van zijn leven door met het schrijven van gedichten en het corresponderen met geestelijken. Hij sprak niet meer in het openbaar en leed bij tijd en wijle onder depressies. Hij werd depressief omdat hij teleurgesteld raakte door het verdwijnen van de resultaten van de opwekking. De opwekking was zijn "bergtop-ervaring", en met het wegebben van deze "golf van Gods Geest" kwam hij in een gat terecht. Hij leefde voor de opwekking, en plotseling was de opwekking voorbij. Zo raakte hij zijn levensdoel kwijt. Brynmor Pierce Jones schrijft in zijn biografie over Evan Roberts dat zijn neerslachtigheid ook mede veroorzaakt werd door de nood in de wereld ten tijde van de Eerste Wereldoorlog. Juist omdat hij zo'n gevoelige natuur had, trok hij zich die nood erg aan. Hij leed er sterk onder en kwam ook daardoor in een depressie terecht.
Evan Roberts overleed op 72-jarige leeftijd. Hij werd begraven in het familiegraf van de Roberts achter de Moriah-kapel in Loughor, Zuid-Wales.